# Карбонадо (Вашингтон)
Карбонадо (англ. Carbonado) — місто (англ. town) в США, в окрузі Пірс штату Вашингтон. Населення — 734 особи (2020).

## Географія
Карбонадо розташоване за координатами 47°5′2″ пн. ш. 122°3′2″ зх. д. / 47.08389° пн. ш. 122.05056° зх. д. (47.084013, -122.050535).  За даними Бюро перепису населення США в 2010 році місто мало площу 1,08 км², з яких 1,08 км² — суходіл та 0,00 км² — водойми.

## Демографія
Згідно з переписом 2010 року, у місті мешкало 610 осіб у 208 домогосподарствах у складі 153 родин. Густота населення становила 564 особи/км².  Було 218 помешкань (202/км²).
Расовий склад населення:
| - 93,1 % — білих - 1,1 % — азіатів - 1,0 % — корінних американців - 0,7 % — чорних або афроамериканців - 0,2 % — вихідців з тихоокеанських островів - 1,5 % — осіб інших рас |

До двох чи більше рас належало 2,5 %. Частка іспаномовних становила 4,8 % від усіх жителів.
За віковим діапазоном населення розподілялося таким чином: 28,4 % — особи молодші 18 років, 61,3 % — особи у віці 18—64 років, 10,3 % — особи у віці 65 років та старші. Медіана віку мешканця становила 34,2 року. На 100 осіб жіночої статі у місті припадало 110,3 чоловіків;  на 100 жінок у віці від 18 років та старших — 113,2 чоловіків також старших 18 років.
Середній дохід на одне домашнє господарство  становив 63 840 доларів США (медіана — 63 036), а середній дохід на одну сім'ю — 67 046 доларів (медіана — 61 250). Медіана доходів становила 55 417 доларів для чоловіків та 30 769 доларів для жінок. За межею бідності перебувало 11,5 % осіб, у тому числі 14,7 % дітей у віці до 18 років та 5,1 % осіб у віці 65 років та старших.
Цивільне працевлаштоване населення становило 240 осіб. Основні галузі зайнятості: освіта, охорона здоров'я та соціальна допомога — 32,9 %, будівництво — 14,2 %, роздрібна торгівля — 10,0 %, науковці, спеціалісти, менеджери — 6,7 %.